# Peter Ustinov

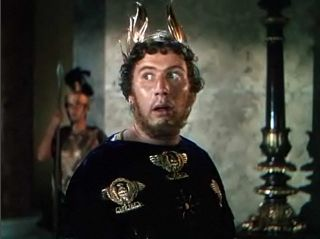
Peter Ustinov en el papel de Nerón en Quo vadis?

Peter James Ustinov, registrado al nacer como Peter James Freiherr von Ustinov (Londres, Inglaterra 16 de abril de 1921-Genolier, Suiza, 28 de marzo de 2004), fue un actor, escritor y dramaturgo británico.
También fue una persona destacada como productor y director de cine, director de ópera y de teatro, escenógrafo, guionista, comediante, humorista, columnista de revistas y periódicos, locutor de radio y presentador de televisión. También fue activo en círculos intelectuales y diplomáticos; trabajó en puestos académicos como Rector de la Universidad de Dundee 1968-1974, y Canciller de la Universidad de Durham 1992-2004. Fungió como Embajador de Buena Voluntad para Unicef, y como presidente del Movimiento Federalista Mundial.
Galardonado con numerosos premios cinematográficos que incluyen dos premios Óscar, el Premio Emmy, el premio Globo de Oro y el premio Laurel de Oro, además de distinciones y premios honorarios. Recibió también condecoraciones y reconocimientos de varios gobiernos europeos.
Su extraordinaria capacidad multifacética le hizo ganar la reputación de polímata u Hombre del Renacimiento.

## Biografía
Peter Ustinov se autodescribió en alguna ocasión como "europeo practicante", pero era el ejemplo vivo de un ciudadano del mundo.
Hijo de una familia noble de origen ruso, alemán y francés, estudió en el Westminster School (1937) y realizó su formación dramática en el London Theatre Studio, comenzando dos años más tarde su presentación en los escenarios británicos. En 1939 se casó con Isolde Benham, hermanastra de Angela Lansbury; se divorciaron en 1950. La hija del matrimonio es la actriz Tamara Ustinov.
Participó en la Segunda Guerra Mundial como enfermero en un puesto de ambulancias. Sus superiores lo describieron como un individuo con falta de talento y de pocos atributos para la carrera militar, por lo que después de la contienda no siguió este camino.
Cuando intentó hacer carrera de oficial, un supervisor tachó sus pretensiones con la frase:

A este hombre jamás se le debe confiar el mando de ninguna unidad de las fuerzas armadas.

Uno de sus primeros trabajos fue una representación de una obra de Federico García Lorca, traducida al inglés por su amigo Charles David Ley.
En 1940 inició su carrera de actor cinematográfico, donde tuvo caracterizaciones notables en Quo vadis? (1951) y Espartaco (1960), por la cual ganó su primer premio Óscar al mejor actor secundario. También son destacables los filmes: La burla del diablo, No somos ángeles y Sinuhé, el egipcio (las dos últimas dirigidas por Michael Curtiz), Lola Montes de Max Ophuls, Romanoff and Juliet (1961), Topkapi (1964), donde obtuvo su segundo Premio Oscar al mejor actor secundario, Viva Max! (1969) y la superproducción Jesús de Nazareth de Franco Zeffirelli.
En 1957 participó en una producción española: Un ángel pasó por Brooklyn de Ladislao Vajda, película para el lucimiento del niño prodigio Pablito Calvo.
Sus actuaciones fueron muy bien recibidas por el público al interpretar a personajes melosos, zalameros, acobardados pero a la vez ingeniosos y divertidos que le daban una cuota particular de humor al drama, como por ejemplo el detective Hércules Poirot en varias adaptaciones cinematográficas de novelas de Agatha Christie.
Dirigió algunas de las películas en las que intervino como actor y, además de guionista de filmes, escribió varias obras teatrales de fino humor cosmopolita, como The Love of Four Colonels (El amor de los cuatro coroneles, 1951), Romanoff and Juliet (1956), The Unknown Soldier and His Wife (El soldado desconocido y su esposa, 1967), Krumnagel (1971), y sus memorias, tituladas Dear Me (1977).

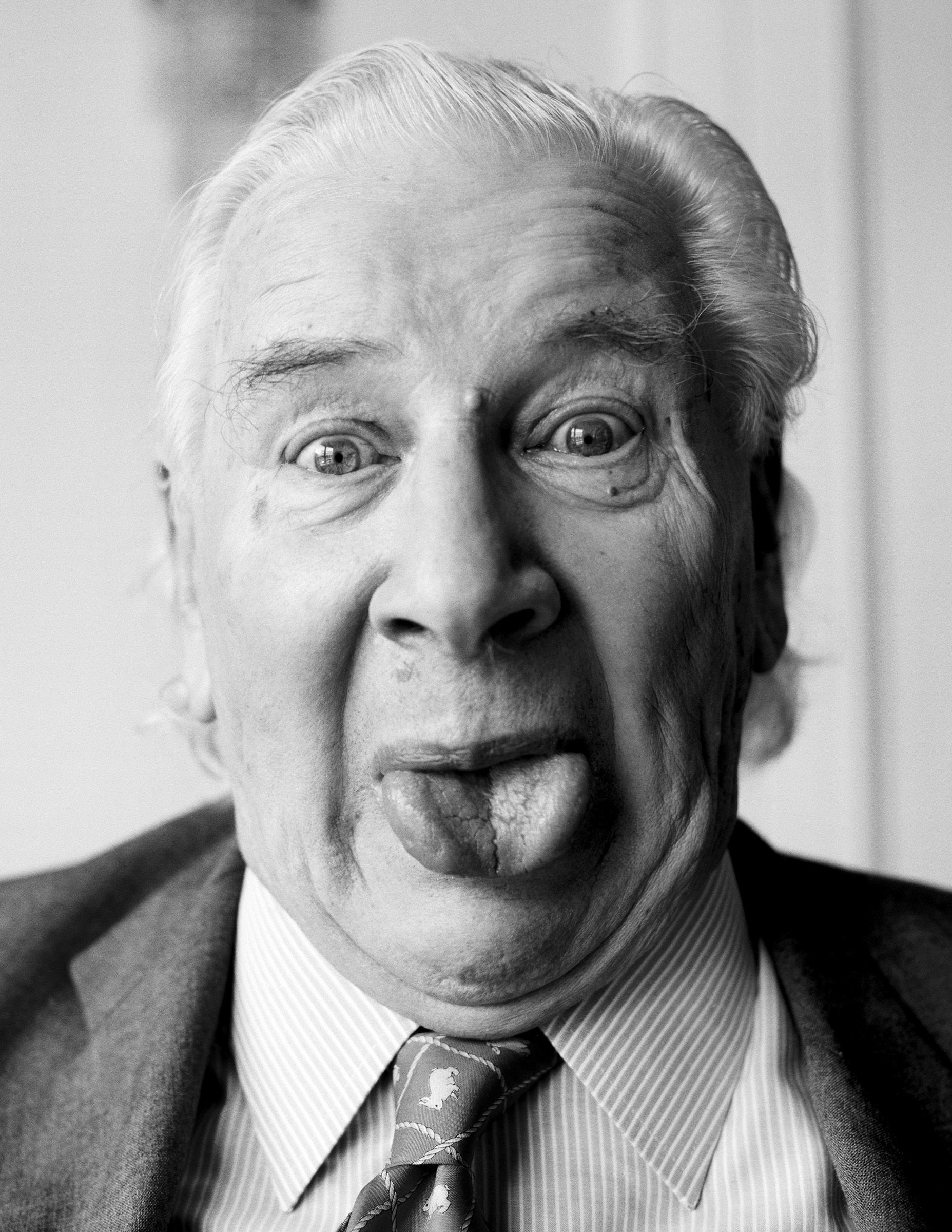
Peter Ustinov fotografiado por Oliver Mark, Berlín 2003

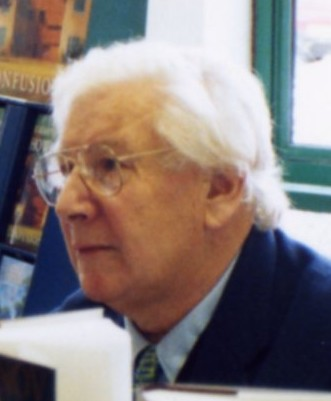
Peter Ustinov en una firma de autógrafos.

Fue un exitoso director de ópera, se recuerda su puesta en escena de La flauta mágica de Mozart.
En el año 1990 fue nombrado Sir por parte de la Corona británica.
Ustinov llegó a Berlín, por la primera vez, en una misión del UNICEF en 2002 para visitar el círculo de United Buddy Bears que promueven un mensaje de un mundo más pacífico entre las naciones, culturas y religiones. Decidido a garantizar que Irak también estuviera representada en este círculo de cerca de 140 países. En 2003, patrocinó y abrió la segunda exposición de los United Buddy Bears en Berlín.
En los últimos años de su vida se dedicó a dictar conferencias como animador (conférencier) y era invitado frecuente en muchos talkshows. Agudo crítico de la idiosincrasia política y las injusticias sociales, colaboró con instituciones como UNICEF y mantuvo una activa beligerancia contra los prejuicios, la hipocresía social y los nacionalismos.
Falleció en la Clínica Genolier dieciocho días antes de cumplir 83 años, donde había ingresado en enero de 2004. Fue enterrado en el cementerio de Bursins, pueblo suizo de 800 habitantes en el que había residido desde 1957 hasta su muerte.

## Filmografía parcial

### Como actor
- Quo vadis? (Mervyn LeRoy, 1951)

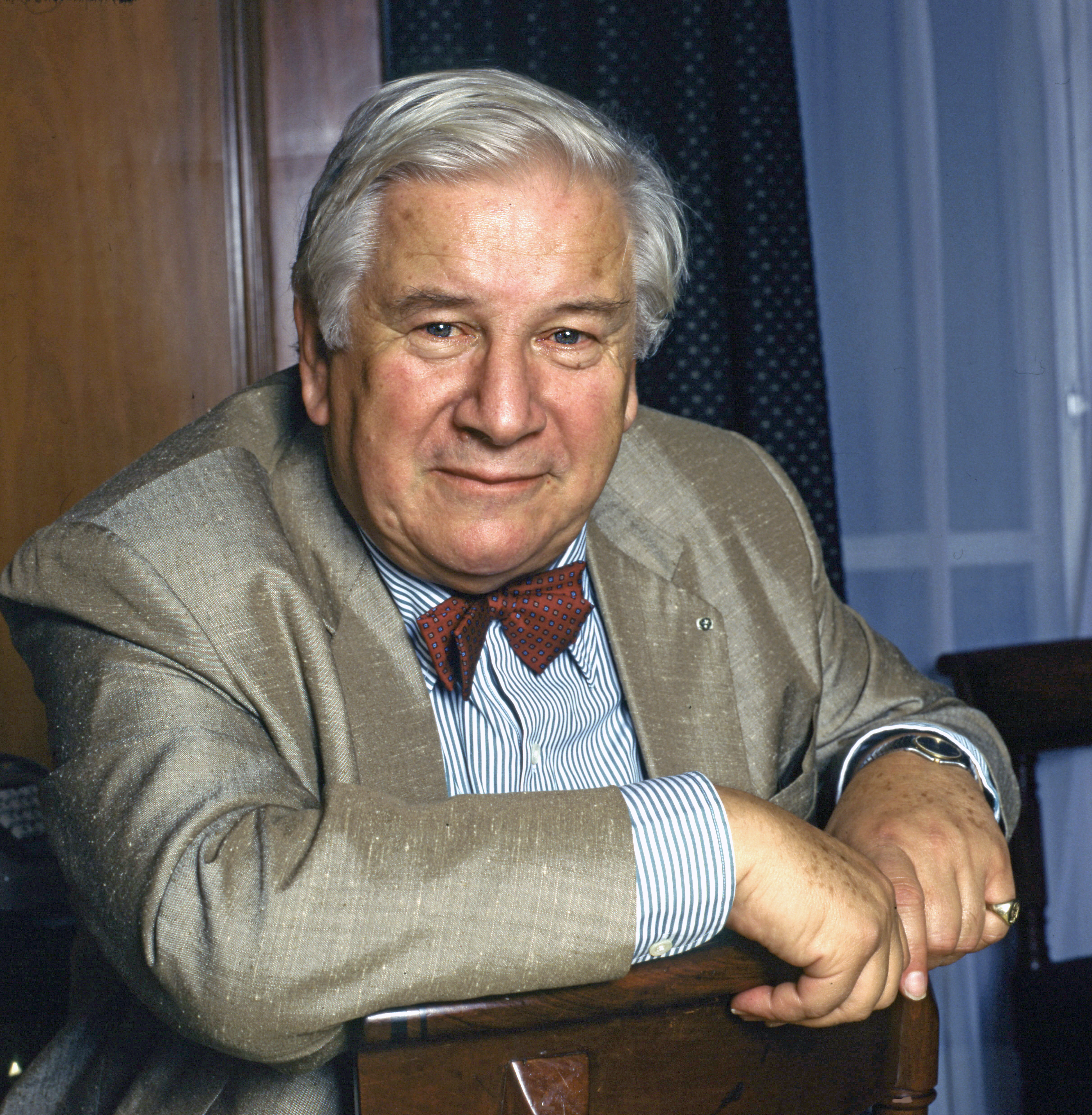
Peter Ustinov en 1986.

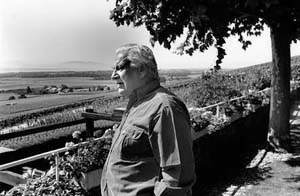
Peter Ustinov en 1992.

- La burla del diablo (John Huston, 1953)
- Beau Brummell (El árbitro de la elegancia) (Curtis Bernhardt, 1954)
- Sinuhé, el egipcio (Michael Curtiz, 1954)
- No somos ángeles (Michael Curtiz, 1955)
- Lola Montes (Max Ophuls, 1955)
- I girovaghi (Hugo Fregonese, 1956)
- Un ángel pasó por Brooklyn (Ladislao Vajda, 1957)
- Espartaco (Stanley Kubrick, 1960)
- La fragata infernal (Peter Ustinov, 1963)
- Topkapi (Jules Dassin, 1964)
- Los comediantes (Peter Glenville, 1967)
- Mi amigo el fantasma (Robert Stevenson, 1967)
- Robin Hood (Wolfgang Reitherman, 1973)
- Doppio delitto (Steno, 1973)
- Se ha perdido un dinosaurio (1976)
- La fuga de Logan (1976)
- Jesús de Nazareth (Franco Zeffirelli, 1977)
- Un Taxi Mauve (Yves Boisset, 1977)
- Muerte en el Nilo (John Guillermin, 1978)
- Ashanti (Richard Fleischer, 1979)
- Muerte bajo el sol (Guy Hamilton, 1982)
- La muerte de Lord Edgware (Lou Antonio, 1985)
- El templete de Nasse House (Clive Donner, 1986)
- Ricos y arrogantes (1987)
- Cita con la muerte (Michael Winner, 1988)
- Historia de una revolución (Roberto Enrico, Richard T. Heffron, 1989)
- La vuelta al mundo en 80 días (miniserie) (Buzz Kulik, 1989)
- El aceite de la vida (George Miller, 1992)
- Alicia en el país de las maravillas (Nick Willing, 1999)
- Lutero (Eric Till, 2003)

### Como director
- La fragata infernal (Billy Budd, 1963)
- Lady L (1965)
- Pacto con el diablo / Unidos por el mal (Hammersmith Is Out, 1972)

## Libros
- El perdedor
- El viejo y Mr. Smith
- No piséis la hierba
- La vida es una opereta

### Condecoraciones
- 1968 - Embajador de UNICEF
- 1975 - Comendador del Imperio Británico (CBE)
- 1981 - Orden-Karl-Valentin
- 1987 - Goldenes Schlitzohr (Zorro de Oro)
- 1990 - Caballero Comendador del Imperio Británico (KBE), con el título de sir.
- 1997 - DIVA-Award
- 2001 - Orden de Austria para las Ciencias y las Artes en 1.er. Grado

### Títulos honoríficos
| País           | Estado/Provincia | Fecha | Institución                               | Título                        |
| -------------- | ---------------- | ----- | ----------------------------------------- | ----------------------------- |
| Estados Unidos | Ohio             | 1968  | Cleveland Institute of Music              | Doctorado en música (D.Mus.)  |
| Reino Unido    |                  | 1969  | University of Dundee                      | Doctorado en Leyes (LL.D.)    |
| Estados Unidos | Pensilvania      | 1971  | La Salle University                       | Doctorado en Leyes (LL.D.)    |
| Reino Unido    |                  | 1972  | Lancaster University                      | Doctorado en Letras (D.Litt.) |
| Canadá         | Alberta          | 1981  | University of Lethbridge                  | Doctorado en Letras (LL.D.)   |
| Canadá         | Ontario          | 1984  | University of Toronto                     | Doctorado en Letras (LL.D.)   |
| Estados Unidos | Washington D. C. | 1988  | Georgetown University                     |                               |
| Canadá         | Ontario          | 1991  | Carleton University                       | Doctorado en Leyes (LL.D.)    |
| Reino Unido    |                  | 1992  | Durham University                         | Doctorado en Humanidades      |
| Canadá         | Ontario          | 1995  | St. Michael's College                     |                               |
| Canadá         | Ontario          | 1995  | Pontifical Institute of Mediaeval Studies |                               |
| Irlanda        |                  | 1999  | National University of Ireland            | Doctorado en Leyes(LL.D.)     |
| Suiza          |                  | 2001  | International University in Geneva        |                               |

## Premios y distinciones
Premios Óscar
| Año  | Categoría              | Película              | Resultado |
| ---- | ---------------------- | --------------------- | --------- |
| 1952 | Mejor Actor de Reparto | Quo Vadis             | Nominado  |
| 1961 | Mejor actor de reparto | Espartaco             | Ganador   |
| 1965 | Mejor actor de reparto | Topkapi               | Ganador   |
| 1969 | Mejor guion original   | Un cerebro millonario | Nominado  |

Globos de Oro
| Año  | Categoría              | Película  | Resultado |
| ---- | ---------------------- | --------- | --------- |
| 1952 | Mejor actor de reparto | Quo Vadis | Ganador   |
| 1960 | Mejor actor de reparto | Espartaco | Nominado  |
| 1964 | Mejor actor de reparto | Topkapi   | Nominado  |

Premios BAFTA
| Año  | Categoría   | Película          | Resultado |
| ---- | ----------- | ----------------- | --------- |
| 1978 | Mejor actor | Muerte en el Nilo | Nominado  |

Festival Internacional de Cine de Berlín
| Año  | Categoría                                               | Película            | Resultado |
| ---- | ------------------------------------------------------- | ------------------- | --------- |
| 1972 | Oso de Plata. Premio a un logro artístico sobresaliente | Pacto con el diablo | Ganador   |